# 독성도 (불화)
독성도(獨聖圖)는 홀로 수행하는 성자를 그린 불화이다.

## 문화재 지정
- 기원사독성도 : 서울특별시 유형문화재 제282호
- 지장사 독성도 : 서울특별시 문화재자료 제6호
- 진관사 독성도 : 서울특별시 문화재자료 제12호
- 청룡사독성도 : 서울특별시 문화재자료 제30호
- 대원사독성탱 : 부산광역시 문화재자료 제31호
- 복천사독성도및복장유물일괄 : 부산광역시 문화재자료 제38호
- 용적사 독성도 : 부산광역시 문화재자료 제59호
- 석남사 독성도 : 울산광역시 유형문화재 제34호
- 장군 보광사 독성도 : 세종특별자치시 문화재자료 제12호
- 가평현등사독성도 : 경기도 문화재자료 제126호
- 수원 청련암 독성도 : 경기도 문화재자료 제148호
- 남양주 봉선사 독성도 : 경기도 문화재자료 제165호
- 남해용문사건양2년독성탱 : 경상남도 문화재자료 제409호
- 남해용문사독성탱 : 경상남도 문화재자료 제410호
- 의령 천지사 독성탱 : 경상남도 문화재자료 제428호
- 남해 화방사 독성탱 : 경상남도 문화재자료 제498호